# Paulo César Carpeggiani
Pour les articles homonymes, voir Paulo César.
Paulo César Carpegiani est né le 7 février 1949 à Erechim (Rio Grande do Sul). C'est un footballeur (milieu de terrain) qui est devenu entraîneur.

## Carrière

### Palmarès de joueur
- Championnat du Rio Grande do Sul de football : 1970, 1971, 1972, 1973, 1974, 1975, 1976
- Championnat du Brésil de football : 1975, 1976, 1980
- Championnat de Rio de Janeiro de football : 1978, 1979

- Copa Guanabara : 1980
- Tournoi de Palma de Majorque : 1978
- Trophée Ramon de Carranza : 1979, 1980
- Tournoi de la ville de Santander : 1980

- « Ballon d'argent brésilien » en 1975 (par la revue Placar).

### Équipe du Brésil de football
- 30 sélections et 13 buts entre 1973 et 1978.
- Participation à la Coupe du monde de football 1974.

### Palmarès d'entraîneur
- Flamengo
  - Copa Libertadores : 1981
  - Coupe Intercontinentale : 1981
  - Championnat du Brésil : 1982

- Al Nassr
  - Championnat d'Arabie Saoudite - 2e division : 1984

- Náutico
  - Championnat du Brésil - Série B: 1986

- Cerro Porteño
  - Championnat du Paraguay : 1994

- Atlético Paranaense
  - Campeonato Paranaense: 2001

- Vitória
  - Campeonato Baiano : 2009

- Paraguay
  - Participation à la Coupe du monde de football 1998